# Mattie Brice
Pour les articles homonymes, voir Brice.
 (mars 2020).
Œuvres principales
empathy machine (05/2016)
Mission (08/2013)
EAT (08/2013)
Blink (04/2013)
DESTROY ALL MEN (01/2013)
Mainichi (11/2012)
Mattie Brice est une conceptrice de jeux vidéo indépendants, critique et activiste de l'industrie du jeux vidéo. La diversité et le point de vue des minorités marginalisées sont au cœur de ses jeux et ses écrits notamment de ses articles dans Paste, Kotaku et The Border House. Ses jeux sont gratuits et ne nécessitent pas de programmation pour être créés.

## Biographie
Elle est diplômée de la Florida Atlantic University, avec une licence en littérature anglaise, création littéraire, étude de genre et sexologie. 
Elle est également titulaire d'une maitrise en lettres de l'Université de New York. Elle a travaillé dans le domaine des médias, de l'enseignement et œuvre comme activiste pour plus de justice sociale. 
Son jeu, Mainichi consiste à vivre le quotidien d'une personne transgenre,,. Il a été présenté, en 2013, lors de l'exposition XYZ : Alternative Voices in Game Design au Musée du Désign d'Atlanta. 
Ce fut la toute première exposition qui mit en lumière le travail des femmes en tant que conceptrices de jeux et artistes.
Le jeu a également été présenté au festival IndieCade en 2013. Mattie intervient également lors de conférences dédiées aux jeux comme la Game Developers Conference, IndieCade et la Queerness and Games Conference au Berkeley Center for New Media. Elle est consultante pour le logiciel Spirit AI.
En 2013, au Congrès IGDA et au Game Developers Conference, elle a fait partie d'un comité sur la diversité dans les jeux. En 2014, elle était l'une des centaines de juges au Festival des jeux indépendants. À la suite d'un tweet où elle s'engageait à refuser les jeux exclusivement masculins, elle a été exclue. Devant les soutiens qu'elle a reçu, le FJI va s'excuser et la réintégrer mais, plus tard, elle sera finalement déchue de son rôle de juge,. 
En 2017, elle devint directrice associée d'IndieCade.